# Die Jungs-WG
Die Jungs-WG è un reality tedesco per bambini e adolescenti, trasmesso dal canale televisivo KiKA a partire dal 2009 e organizzato in edizioni con durata biennale.
Nel programma cinque adolescenti di età compresa tra i 13 e i 15 anni provano a vivere insieme per quattro settimane in un appartamento senza i loro genitori. Essi devono prendersi cura di se stessi ed anche di un progetto sociale in casa in quel momento.